# بندر العنزي
بندر عودة العنزي هو لاعب كرة قدم سعودي يلعب في نادي النجوم.
خاله هو لاعب عواد العنزي السابق بنادي الشباب
وانتقل بندر من نادي الهجر الي نادي الهلال بمليون ريال
جدد عقده بقيمة 500 الف ريال لعب مع الهلال مباراة واحدة سجل فيها هدف و استغنى عنه الهلال وعاد إلى هجر وبعدها انتقل إلى نادي النجوم ونادي العمران ونادي الطرف.

## روابط خارجية
- بندر العنزي على موقع Soccerway.com (الإنجليزية)